# Rudarski palec
Rudarski palec je enota pretoka, ki se običajno povezuje s pretokom vode. Opredelitev rudarskega palca se razlikuje glede na lokacijo.
Pri hidravličnem rudarjenju in nekaterih oblikah rečnega rudarjenja ter pri bogatenju rude je potrebna velika in redna oskrba z vodo. Z rudarskimi palci se tako meri količino pretoka, ki ga lahko zagotovi določen vodovodni sistem.
Z rudarskimi palci se meri količino vode, ki pri danem tlaku priteče skozi režo na določenem območju (na primer pri višini 6 palcev vode ali tlaku 1,5 kPa). Pri enoti se beseda palec nanaša na presek reže v kvadratnih palcih, medtem ko se vodni palec nanaša na višino vode nad režo. Za spreminjanje pretoka je mogoče uporabiti režo spremenljive širine.

## Definicije
V preteklosti enota ni imela standardne definicije ali enakovredne izmere in se je po svetu razlikovala, kar je povzorčalo zmede v rudarstvu. Leta 1905 je bila uporaba v Kaliforniji standardizirana. Danes so standardi:
- 472 ml/s (1/60 ft3/s): Nova Zelandija
- 566 mL/s (1/50 ft³/s): južna Kalifornija, Idaho, Kansas, Nebraska, Nova Mehika, Severna Dakota, Južna Dakota, Utah, Washington
- 708 mL/s (1/40 ft³/s): Arizona, severna Kalifornija, Montana, Nevada, Oregon
- 745 ml/s (1/38 ft³/s): Kolorado
- 787 ml/s (1/36 ft³/s): Britanska Kolumbija

Državni predpisi včasih prepovedujejo uporabo enote brez definiranja njene veličine.